# Planigale maculata
Planigale maculata — вид родини сумчастих хижаків. 

## Поширення
Ендемік Австралії, де він поширений в північній і східній частинах країни. Трапляється в найрізноманітніших місцях проживання, у тому числі склерофільних і помірних лісах, луках, болотах, мангрових лісах і скелястих ділянках. Його можна знайти в садах на околицях міст і в деяких сільськогосподарських районах. 

## Відтворення, генетика
Самиці народжують в одному приплоді до 10 малюків на сході і до 12 в Топ Енді. Каріотип: 2n=14.

## Загрози та охорона
Видається, немає серйозних загроз для цього виду. Коти негативно впливають на вид в деяких частинах ареалу. Прибережна урбанізація може призвести до зниження чисельності в деяких областях. Живуть на багатьох природоохоронних територіях.